# Browning (Montana)
Browning è una città degli Stati Uniti d'America situata nel Montana, nella Contea di Glacier.